# Abuta
Abuta és un gènere d'angiospermes de la família de les menispermàcies (Menispermaceae) amb 34 espècies que són natives de les regions intertropicals d'Amèrica Central i Amèrica del Sud.

## Descripció
Són plantes caducifòlies, enfiladisses o rarament arbres o arbusts. Les flors són en panícules. El fruit és una drupa ovoide.

## Usos
És un dels components del verí curare (especialment Abuta imene de Colòmbia).

## Taxonomia
El gènere Abuta inclou 34 espècies:
- Abuta acutifolia Miers
- Abuta alto-macahensis Feliz & J.M.A.Braga
- Abuta antioquiana Krukoff & Barneby
- Abuta aristeguietae Krukoff & Barneby
- Abuta barbata Miers
- Abuta brevifolia Krukoff & Moldenke
- Abuta bullata Moldenke
- Abuta candollei Triana i Planch.
- Abuta chiapasensis Krukoff & Barneby
- Abuta chocoensis Krukoff & Barneby
- Abuta colombiana Moldenke
- Abuta dwyerana Krukoff & Barneby
- Abuta fluminum Krukoff & Barneby
- Abuta grandifolia (Mart.) Sandwith
- Abuta grisebachii Triana i Planch.
- Abuta imene Eichler
- Abuta longa Krukoff & Barneby
- Abuta mycetandra Krukoff & Barneby
- Abuta obovata Diels
- Abuta pahni Krukoff & Barneby
- Abuta panamensis (Standl.) Krukoff & Barneby
- Abuta panurensis Eichler
- Abuta platyphylla Mart. ex Eichler
- Abuta racemosa Triana & Planch.
- Abuta rufescens Aubl.  (especie tipo)
- Abuta sadwithiana Krukoff & Barneby
- Abuta seemanni Triana & Planch.
- Abuta selloana Eichler
- Abuta solimoesensis Krukoff & Barneby
- Abuta soukupi Moldenke
- Abuta spicata Triana & Planch.
- Abuta steyermarkii (Standl.) Standl.
- Abuta vaupesensis Krukoff & Barneby
- Abuta velutina Gleason